# Pikke Stijkès
Pikke Stijkès, De Gramoetse van nen Tinse Kwèèker is een boek van Leon Rubbens, een bekende Tienenaar.
Het boek van 240 pagina's is in 1952 verschenen. De tweede uitgave kwam uit in 1979, en een derde uitgave verscheen in 1998.

## Pikke Staikès
De idee voor de hoofdfiguur van het boek ontstond tijdens het leraarschap van Rubbens. Een negenjarig jongetje woonde in de Vollongang, in het Tiens van 50 jaar geleden "Impasse Vollon", tegenover de Katholieke Normaalschool op de Waaiberg. Rubbens liet hem allerlei fratsen uithalen, die hem verteld werden door een aantal vrienden, zoals de tandarts Kamiel Moens en dokter Jean Smeesters. Hij noemde de sympathieke bengel Pikke Staikès. In het Tiens is "staikès" een stekelbaarsje.
In zijn werk spelde Rubbens de naam minder fonologisch met ij: "Pikke Stijkès".

## Situering
Het boek is belangrijk voor de studie van volksgebruiken en de oude streektaal. Rubbens bewijst dat het Tiens onder invloed stond van het Frans, zij het niet in bijzonder hoge mate als men let op andere Vlaamse stadsdialecten. Veel woorden die bij hem voor Tiens dialect doorgaan, zijn eigenlijk verbasteringen van Franse woorden. Ook dit sociologisch verschijnsel maakt het werk van Rubbens interessant.

## Conservering en cultivering
Het boek Pikke Stijkès wordt in 2006 door de gemeente Tienen in korte ingesproken fragmenten online gezet.